# John Cornforth (historien)
John Lewley Cornforth (2 septembre 1937 - 5 mai 2004) est un historien de l'architecture avec un intérêt particulier pour l'histoire des maisons de campagne anglaises. Il est l'auteur de nombreux livres et articles, et rédacteur en chef architectural de Country Life de 1967 à 1977.

## Jeunesse
Cornforth est né à Haywood Abbey dans le Staffordshire, enfant unique de parents disposant de moyens importants. Il est un ami d'enfance de Patrick Anson, plus tard 5e comte de Lichfield, habitant à Shugborough Hall à proximité. Il ne s'intéresse pas aux activités champêtres - équitation ou tir, cricket ou golf - mais aimait regarder Country Life avant de savoir lire.
Il fait ses études à la Repton School puis étudie l'histoire au Corpus Christi College de Cambridge, où il est influencé par l'historien de l'art Michael Jaffé.

## Carrière
Après l'université, Cornforth travaille comme bénévole au British Museum de Londres et commence à écrire des articles pour Country Life, rejoignant l'équipe du magazine en 1961. Son rédacteur en chef d'architecture, Christopher Hussey (en), encourage Cornforth à écrire un livre avec l'architecte Oliver Hill sur les maisons de campagne du XVIIe siècle, publié en 1966 sous le titre English Country Houses: Caroline, 1625–1685. Cornforth travaille avec le successeur de Hussey, Mark Girouard, en tant que rédacteur en chef architectural chez Country Life en 1967. Il démissionne en 1977 pour se concentrer sur l'écriture de son livre et est remplacé par Marcus Binney. Il prend sa retraite de Country Life en 1993 mais continue à écrire des livres et des articles. Il a écrit pour Country Life pendant plus de 40 ans, avec une bibliographie s'étendant sur plus de 50 pages.
Les maisons classiques des XVIIe et XVIIIe siècles sont sa passion : il s'intéresse peu aux maisons victoriennes, et n'aime pas la réinterprétation surréaliste des années 1930 de la Monkton House d'Edwin Lutyens dans le Sussex pour Edward James, par Christopher Nicholson (en) et Hugh Casson, avec l'aide de Salvador Dalí.
Cornforth rejoint le comité des bâtiments historiques du National Trust en 1965. À une époque où les maisons de campagne étaient fortement menacées, Cornforth participe à l'examen des nombreuses maisons proposées au National Trust. Il devient membre du Conseil des bâtiments historiques d'Angleterre en 1971. Il est une figure influente dans les coulisses, sur les mesures pratiques et la fiscalité. Il écrit également Country Houses in Britain, Can They Survive? en 1974, la même année que l'exposition Destruction of the Country House au V&A.
Il s'intéresse également à la décoration intérieure des maisons sous la garde du National Trust, et est influencé par le décorateur d'intérieur John Fowler, de Colefax and Fowler. Cornforth et Fowler écrivent English Decoration in the 18th Century, publié en 1974. Cornforth participe également à la création de nouvelles galeries britanniques au Victoria and Albert Museum.
De 1968 à 2001, il est administrateur du Fonds Marc Fitch et en est le président pendant de nombreuses années. Cet organisme de bienfaisance s'occupe de financer la recherche et la publication dans l'histoire locale anglaise, l'archéologie et les sujets connexes. Lorsqu'en 2001 les membres du conseil du Fonds proposent un hommage approprié à sa retraite, Cornforth avance l'idée d'un livre d'inventaires pour fournir une ressource principale pour «l'interprétation de l'intérieur historique». Le livre était en préparation au moment de sa mort et ce qui devait être un hommage devient aussi un mémorial à l'œuvre de sa vie. Comme l'indique la couverture du livre : « John Cornforth espérait que cette publication revitaliserait l'étude de la grande maison au XVIIIe siècle. Alors que nous feuilletons le livre dans un voyage de découverte, c'est comme s'il était toujours présent, à nos côtés." .

## Bibliothèque
En 2004, la collection de livres de Cornforth est léguée au National Trust puis transférée au Paul Mellon Center. Environ huit cents livres sont ajoutés à la bibliothèque du Centre Paul Mellon et augmentent considérablement le fonds de publications de la bibliothèque sur l'histoire de la maison de campagne, notamment celles d'Irlande du Nord, et les arts décoratifs du XVIIIe siècle.
En février 2016, le Paul Mellon Center organise une exposition intitulée John Cornforth: A Passion for Houses: Material on the Georgian Town House from the Cornforth Library Donation qui met en lumière certains des éléments importants de la collection de John Cornforth.

## Vie privée
Il est fait Commandeur de l'Ordre de l'Empire britannique en 2001. Il ne s'est jamais marié, mais garde un appartement à Marylebone, et fréquente l'église anglo-catholique St Mary's, Bourne Street, près de Sloane Square.

## Œuvres
- Attingham Park: Shropshire. Londres : National Trust, 1970 (avec des notes sur les photos de St John Gore)(OCLC 11329635)
- British Embassy, Paris: The house and its works of art. Londres: Government Art Collection, 1992 (avec Mary Beal) (ISBN 978-0-95-164681-6)(OCLC 35135623)(OCLC 1113253594)
- Country Houses in Britain, Can They Survive? An independent report. Londres: Country Life pour la British Tourist Authority, 1974(OCLC 490281849)
- The Country Houses of England, 1948-1998. Londres : Constable, 1998 (ISBN 978-0-09-479150-3)(OCLC 607116348)
- The Country Life Picture Book of Country Houses. Londres: Country Life, 1963(OCLC 935101573)
- Early Georgian Interiors. New Haven, Connecticut; Londres : Yale University Press pour le Paul Mellon Center for Studies in British Art, 2004 (ISBN 978-0-30-010330-4)(OCLC 938151474)
- English Country Houses. Londres: Country Life, 1955, 3 volumes (avec Christopher Hussey et Oliver Hill)(OCLC 604439618)
- English Country Houses: Caroline, 1625–1685.. Londres : Country Life, 1966 (avec Oliver Hill) (ISBN 978-0-90-746278-1)(OCLC 612520707)
- English Decoration in the 18th Century Londres : Barrie & Jenkins, 1974 (avec John Fowler) (ISBN 978-0-21-420033-5)(OCLC 905258952)
- English Interiors, 1790–1848: The quest for comfort. Londres : Barrie & Jenkins, 1978 (ISBN 978-0-21-420290-2)(OCLC 237023160)
- The Inspiration of the Past: Country house taste in the twentieth century;; avec des photographies de Timothy Beddow. Harmondsworth : Viking en association avec Country Life, 1985 (ISBN 978-0-67-080180-0)(OCLC 12511807)
- London Interiors: From the archives of Country Life. Londres : Aurum Press, 2000 (ISBN 978-1-85-410668-1)(OCLC 78537882)
- Queen Elizabeth the Queen Mother at Clarence House.. Londres : Michael Joseph en association avec la Royal Collection, 1996 (ISBN 978-0-71-814191-2)(OCLC 1171912666)
- The Search for a Style: Country Life and architecture, 1897–1935. Londres : André Deutsch en association avec Country Life, 1988 (ISBN 978-0-23-398327-1)(OCLC 496077190)(OCLC 851973468)
- Sudbury Hall, Derbyshire. Londres: National Trust, 1980, réimprimé en 1985 (avec C. St. Q. Wall)(OCLC 709883746)